# Phaonia fugax
Phaonia fugax este o specie de muște din genul Phaonia, familia Muscidae, descrisă de Tiensuu în anul 1946. Conform Catalogue of Life specia Phaonia fugax nu are subspecii cunoscute.